# União das Freguesias de Almargem do Bispo, Pero Pinheiro e Montelavar
União das Freguesias de Almargem do Bispo, Pero Pinheiro e Montelavar, kürzer Almargem do Bispo, Pêro Pinheiro e Montelavar ist eine Gemeinde (Freguesia) im portugiesischen Kreis (Concelho) von Sintra.
Die Gemeinde hat 16.788 Einwohner auf einer Fläche von 64,92 km² (Zahlen nach Stand 30. Juni 2011).
Sie entstand im Zuge der Gebietsreform vom 29. September 2013 durch Zusammenlegung der Gemeinden Almargem do Bispo, Pero Pinheiro und Montelavar. Almargem do Bispo ist Sitz dieser neu gebildeten Gemeinde.